# المهدي بنونة
المهدي بنونة (مواليد 22 فبراير 1919م - توفي 8 ربيع الثاني 1431 هـ /24 مارس 2010م) صحفي وسياسي ودبلوماسي مغربي من الحركة الوطنية المغربية، ومؤسس وكالة المغرب العربي للأنباء وناشط بارز في منظمة الهلال الأحمر المغربي، كما شغل بين 1985 - 1988، منصب الخازن العام للمجلس التنفيذي للاتحاد الدولي لجمعيات الصليب الأحمر والهلال الأحمر.

## مسيرته
ولد بنونة في تطوان سنة 1919، والده هو عبد السلام بنونة رائد الحركة الوطنية في شمال المغرب، كما أن شقيقه الطيب بنونة كان كذلك من قادة الحركة المناهضة للاستعمار في المنطقة. تزامنت فترة طفولته مع فترة صعبة في تاريخ المغرب، حيث كانت قوات الثائر المغربي عبد الكريم الخطابي، قائد ثورة الريف، تحاصر وتقصف مدينة تطوان التي احتلها الإسبان.
بعد دراسته المرحلة الابتدائية في المدرسة الأهلية في تطوان، كان بنونة من بين المجموعات الأولى من طلاب شمال المغرب الذين انتقلوا إلى الدراسة في فلسطين، في مدرسة النجاح، التي أصبحت في ما بعد «جامعة النجاح». وفي عام 1936، انتقل إلى القاهرة حيث درس في جامعة فؤاد الأول، وخلال إقامته بالقاهرة، شارك سنة 1937 في تأسيس لجنة الدفاع عن المغرب الأقصى، وكان أول طالب مغربي يدرس الصحافة في الجامعة الأميركية بالقاهرة، وتخرج من هناك عام 1941. كما كان بنونة أول صحافي مغربي يعمل في الصحافة المصرية، حيث بقي في القاهرة مدة أربع سنوات يشتغل في جريدة الأهرام. وبعد عودته إلى تطوان، تولى بنونة رئاسة تحرير صحيفتي «الحرية» و«الأمة»، اللتين كانتا تعبران عن حزب الإصلاح الوطني في شمال المغرب بقيادة عبد الخالق الطريس، وهو الحزب الذي سيندمج لاحقا في حزب الاستقلال.

### الأمم المتحدة
انخرط المهدي في النشاط السياسي منذ عقد الثلاثينات من القرن العشرين. وكانت أول مهمة سياسية يتكلف بها في 1947م تكمن في تمثيل الحركة الوطنية المغربية في مقر الأمم المتحدة بنيويورك، بموافقة من الملك محمد الخامس. فغادر بنونة المغرب سرا إلى نيويورك عبر البرتغال، وعمل هناك سنوات، فعاصر وقائع مهمة لها علاقة بالمغرب والعالم العربي، وتعرف إلى قادة وسياسيين عرب وأجانب بارزين. كما أسس وترأس في نيويروك مكتب الحركات الاستقلالية لبلدان شمال أفريقيا (المغرب والجزائر وتونس).

### تأسيس وكالة الأنباء
بعد استقلال المغرب من الحماية الفرنسية والإسبانية، عمل بنونة في الديوان الملكي في عهد الملك محمد الخامس في قسم الصحافة والعلاقات العامة، ثم بادر في نوفمبر 1958 إلى تأسيس وكالة المغرب العربي للأنباء. وكان يطمح إلى أن تكون وكالة أنباء لدول المغرب العربي الأربع آنذاك، وهي المغرب وتونس والجزائر وليبيا، وفي الوقت نفسه وكالة أنباء لخدمة الدول الأفريقية، بيد أن فكرة وكالة تمثل المغرب العربي لم تتبلور كما يطمح بنونة، وعلى الرغم من ذلك فإنه احتفظ بالاسم الذي ظل مستمرا حتى اليوم. وبين 1958 و1962، واكب وساهم بنونة في تأسيس وكالات الأنباء التونسية، والجزائرية، والليبية. وعمل المهدي فترة في جدة حين تولى رئاسة وكالة الأنباء الإسلامية الدولية» التابعة لمنظمة المؤتمر الإسلامي.
وكان محمد الخامس معارضا لفكرة إنشاء وكالة أنباء، على أساس أن لا سوق لها وانعدام كوادر في المغرب أيامئذ، وخاطبه الملك عندما عرض عليه الفكرة قائلا: «لا نريدك أن تدخل في مشروع فاشل». بعد محاولة انقلاب الصخيرات ومحاولة انقلاب أوفقير تنبه المسؤولون في المغرب إلى الدور المهم لوسائل الإعلام، وضرورة إشراف الدولة على هذا القطاع، وبدأت تروج في مطلع عام 1973 فكرة تأميم وكالة المغرب العربي للأنباء، فسارعت وكالة رويترز في تلك الفترة ببث خبر التأميم، وجاءت ردود الفعل سريعة بعد بث ذلك الخبر بطلب عدد كبير من الزبناء إيقاف الاشتراك في خدماتها بعد تأكدهم من تحولها القريب إلى وكالة حكومية. وبعد تأكد المهدي بنونة من عزم الحكومة تأميمي وكالته ألح عليها بتسريع هذه الخطوة، لتجنب انهيار الوكالة، فتم تأميمها في يناير 1974، وتلقي المهدي تعويضا هزيلا. وقبل تأميم الوكالة، انتقل بنونة إلى الدار البيضاء، وأسس صحيفة «لادبيش» (بالفرنسية: La Dépêche). وذلك لمناهضة ما يعرف وقتها بصحف «إيف ماس»، وهي مجموعة صحافية كان يملكها فرنسي، ثم تحولت في وقت لاحق إلى مجموعة تعرف باسم « مجموعة لوماتان وماروك سوار»، حيث أشرف عليها الوزير مولاي أحمد العلوي.

### الهلال الأحمر
انشغل بعدها بنونة بالأعمال الخيرية، حيث كان نشاطه مستمر في منظمة الهلال الأحمر المغربي، وانتخب عام 1985 أمينا عاما لمالية الرابطة الدولية لجمعيات الهلال الأحمر والصليب الأحمر في جنيف. وظل يعمل في إطار منظمة الهلال الأحمر إلى أن اعتكف في منزله في حي أكدال بالرباط، بسبب المرض، فانقطع عن الحياة العامة.

## مؤلفاته
للمهدي بنونة العديد من المؤلفات، أبرزها الكتاب الذي أصدره خلال فترة إقامته بنيويورك وهو كتاب بالإنجليزية يعد وثيقة تاريخية مهمة حول كفاح دول المغرب العربي لنيل الاستقلال، حمل عنوان «القصة الحقيقية لقضية عادلة». وكان أولها الذي صدر باللغة الإنجليزية «مغربنا، القصة الحقيقية لقضية عادلة»، وقد تم إصداره سريا في المغرب سنة 1951. وكان آخر مؤلف باللغة العربية ««المغرب، السنوات الحرجة»»، قد نشر سنة 1989 بمنشورات الشرق الأوسط. وتقديرا لعمله في مجال الصحافة وحقوق الإنسان، تم توشيح المهدي بنونة في العديد من البلدان الإفريقية والشرق أوسطية وإسبانيا والمغرب.‘‘

## وفاته
توفي يوم الثلاثاء 8 ربيـع الثانـى 1431 هـ 24 مارس 2010، ونقل جثمانه من الرباط إلى تطوان‘‘‘.